# Kushinada-hime
Kushinadahime (櫛名田比売、くしなだひめ), également connue entre autres sous le nom de Kushiinadahime (奇稲田姫、くしいなだひめ), est une déesse (kami) shinto. Selon les légendes, elle est l'une des épouses du dieu Susanoo, qui l'a sauvée du monstre Yamata-no-Orochi. En tant que femme de Susanoo, elle est une divinité centrale du culte de Gion (en) dont le culte est pratiqué au Yasaka-jinja.

## Nom et étymologie
Dans le Kojiki, la déesse est appelée Kushinada-hime (櫛名田比売), mais elle est désignée dans le Nihon shoki par les variantes Kushi-inada-hime (奇稲田姫), Inadahime (稲田姫), et Makamifuru-kushi-inadahime (真髪触奇稲田媛).
« Inadahime » peut être traduit soit par « dame / princesse (hime) d'Inada », « Inada » étant ici compris comme le nom d'un lieu de la province d'Izumo (une partie de ce qui est aujourd'hui la ville d'Okuizumo (anciennement Yokota (en)) dans le district de Nita, préfecture de Shimane), ou « dame / princesse des rizières » (avec inada traduit littéralement),. L'élément kushi, quant à lui, est généralement interprété comme l'adjectif signifiant « merveilleux » ; il est homophonique avec le mot pour « peigne » (櫛), qui figure dans son histoire dans le Kojiki et le Nihon shoki,. L'épithète makamifuru (真髪触, littéralement « qui touche les véritables cheveux »), trouvée dans une variante citée dans le Nihon shoki, est comprise comme une épithète courante ou makurakotoba associée au mot « peigne ».
Le Fudoki de la province d’Izumo nomme la déesse 「久志伊奈太美等与麻奴良比売命」, souvent lu « Kushi-inada-mitoyo-manura-hime-no-Mikoto ». Une théorie interprète ce nom en le traduisant approximativement par « princesse des merveilleuses rizières (kushi-inada), trempée (manura) [et] débordante d'eau (mitoyo, ici compris comme une épithète signifiant « abondante en eau ») ».

## Légende

### Bataille contre Yamata-no-Orochi
Dans le Kojiki et le Nihon shoki, le dieu Susanoo est, après son exil de la résidence divine Takama-ga-hara, descendu sur Terre, à Izumo. Il y a rencontré Ashinazuchi et Tenazuchi (ja), tous deux enfants du dieu des montagnes Ōyamatsumi, qui lui ont parlé d’une monstrueuse créature des terres voisines de Koshi. Ce monstre, le Yamata-no-Orochi (littéralement « serpent aux huit têtes et queues ») avait dévoré sept de leurs huit filles. Entendant cette histoire, Susanoo a accepté de tuer ce serpent, à condition que la dernière fille du couple, Kushinada-hime, devienne sa femme,.
Après sa victoire contre le serpent, Susanoo a construit un palais ou sanctuaire pour Kushinada-hime dans un endroit du nom de Suga – appelé ainsi car Susanoo se sentait rafraîchit (清々しい, sugasugashii) en y arrivant – et a placé son père Ashinazuchi (ja) à la tête de l’endroit, lui donnant le titre Inada-no-miyanushi-Suga-no-yatsumimi-no-kami (稲田宮主須賀之八耳神, littéralement « Maître du palais d’Inada, dieu de Suga aux huit oreilles »). C’est à cette occasion qu’il a composé le poème tanka suivant, qui sera l’origine de la poésie waka japonaise.
| Man'yōgana (Kojiki)                                                    |  | Japonais                                             |  | Japonais Antique (en)                                                                    |  | Japonais Moderne (Rōmaji)                                              |  | Traduction anglaise par Edwin Cranston (en)[10]                                                                              |
| ---------------------------------------------------------------------- |  | ---------------------------------------------------- |  | ---------------------------------------------------------------------------------------- |  | ---------------------------------------------------------------------- |  | --- |
| 夜久毛多都 伊豆毛夜幣賀岐 都麻碁微爾 夜幣賀岐都久流 曾能夜幣賀岐袁[11] |  | 八雲立つ 出雲八重垣 妻籠みに 八重垣作る その八重垣を |  | Yakumo1 tatu Idumo1 yape1gaki1 tumago2mi2 ni yape1gaki1 tukuru so2no2 yape1gaki1 wo [12] |  | Yakumo tatsu Izumo yaegaki tsumagomi ni yaegaki tsukuru sono yaegaki o |  | In eight-cloud-rising Izumo an eightfold fence To enclose my wife An eightfold fence I build, And, oh, that eightfold fence! |
L'enfant de Susanoo et Kushinadahime est vu comme Yashimajinumi (en) dans le Kojiki et comme Ōkuninushi ou Ōnamuchi dans le Nihon shoki,,.

#### Variants

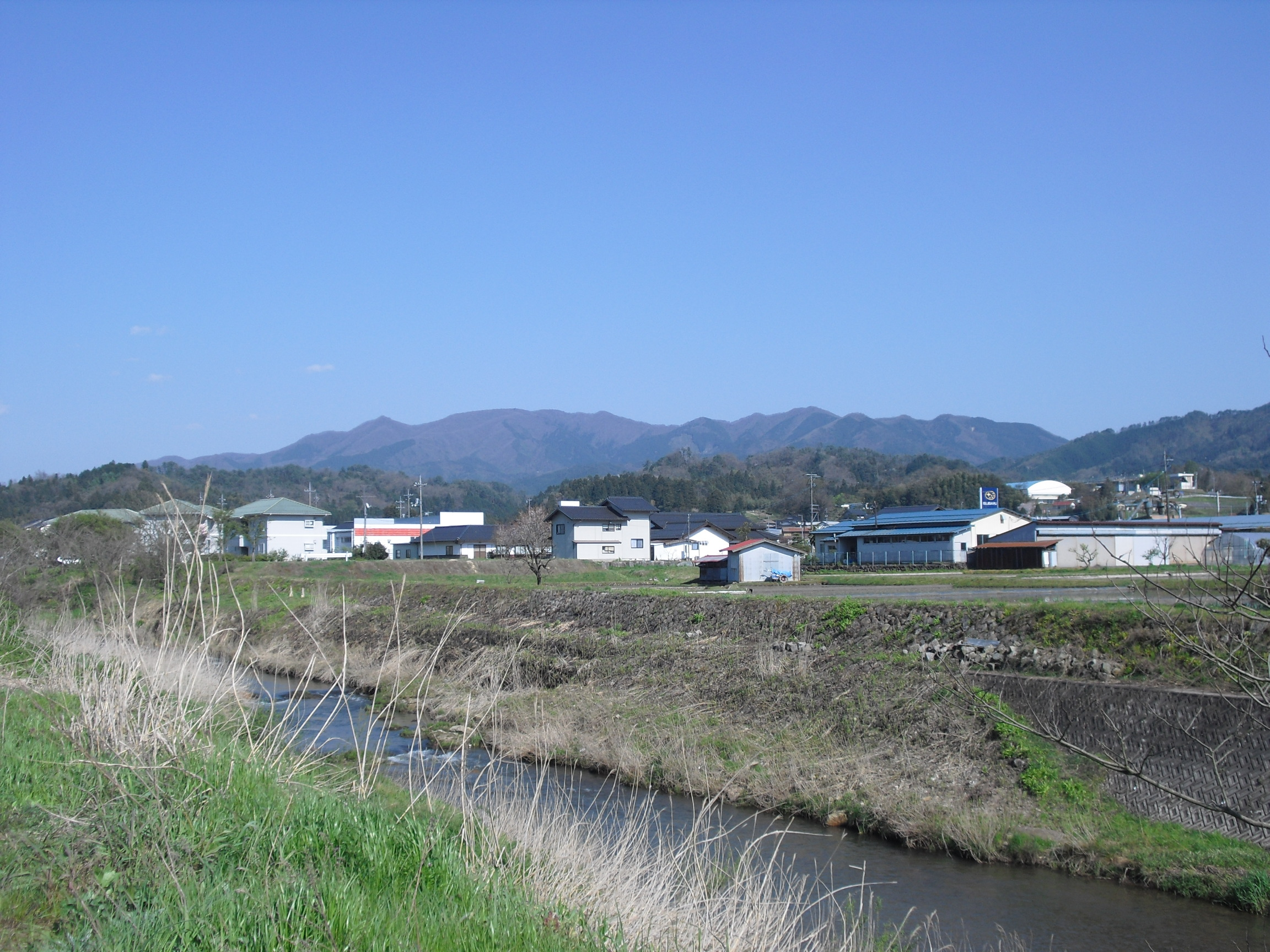
Mont Sentsū vu d'Okuizumo avec la rivière Hii au premier plan

La plupart des témoignages identifient le cours supérieur de la rivière Hi à Izumo (肥河 / 簸之川, Hi-no-Kawa, rivière Hii de la Préfecture moderne de Shimane) comme l’endroit où Susanoo est descendu sur Terre, mais, dans une variante du Nihon shoki, il arrive dans rivière E, dans la Province d'Aki (可愛之川, E-no-Kawa, Rivière Gōno-kawa de la Préfecture moderne de Hiroshima). Dans cette version, Kushinada-hime – dont le nom y est écrit Makamifuru-Kushi-inada-hime (真髪触奇稲田媛) – n’était pas encore née à la défaite du Yamata-no-Orochi,.
Une légende associée au Yaegaki-jinja à Matsue, Préfecture de Shimane, affirme que  Susanoo a caché Kushinada-hime en construisant autour d’elle une « octuple clôture » (八重垣, yaegaki) dans la forêt des environs du sanctuaire pendant sa bataille contre le Yamata-no-Orochi.

### Dans leFudokid'Izumo

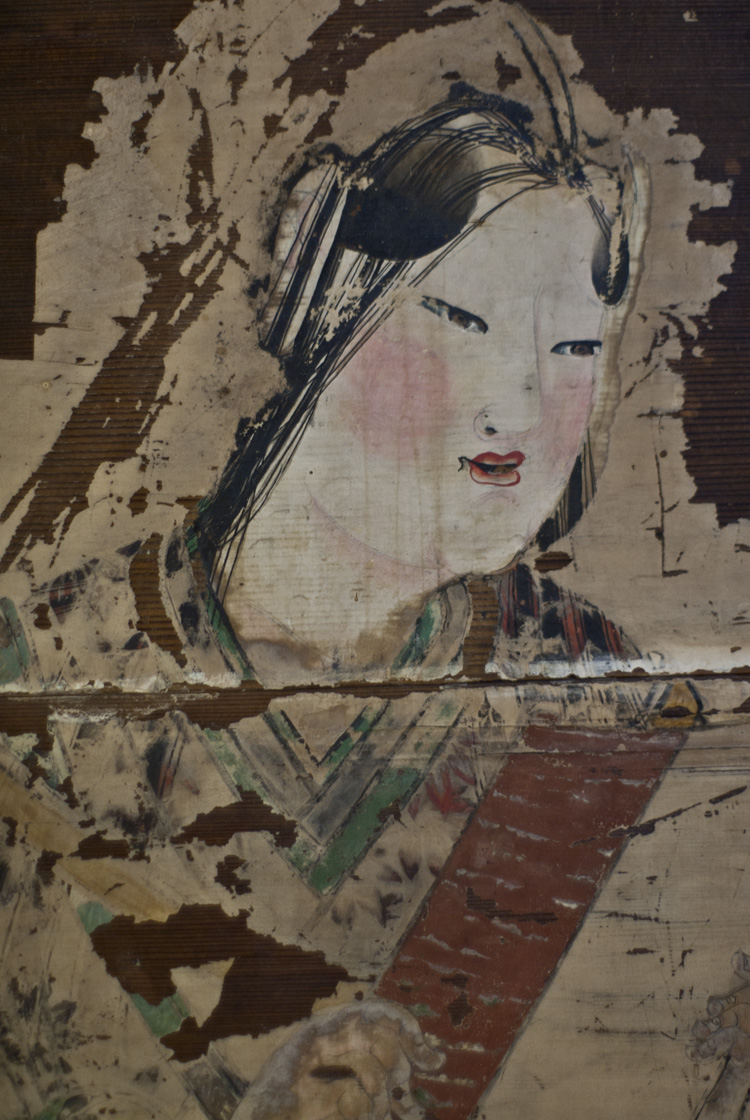
Peinture murale de Kushinada-hime datant de l'époque de Muromachi (Yaegaki-jinja, Matsue, Préfecture de Shimane)

Une légende écrite dans le Fudoki d'Izumo concernant la commune de Kumatani (熊谷郷) dans le District d'Iishi (partie de la ville moderne d’Unnan, Shimane) raconte que Kishinada-hime – en tant que « Kushi-inada-mitoyo-manura-hime » - a traversé l’endroit alors qu’elle était sur le point d’accoucher. Le nom de la commune viendrait de son exclamation : « Quelle vallée (谷, tani) profonde et bien cachée (熊々しき, kumakumashiki) ! »,.

### Dans leFudokide Hōki
Un extrait qui est dit de provenir du Fudoki perdu de la Province de Hōki (Préfecture moderne de Tottori) raconte que Kushinada-hime a fui et s’est cachée dans les montagnes alors que le Yamata-no-Orochi allait la dévorer. Le nom de la province (à l’origine Hahaki) serait une dérivation de son appel à l’aide : « Mère, vient ! » (母、来ませ, haha, kimase),,.

## Culte

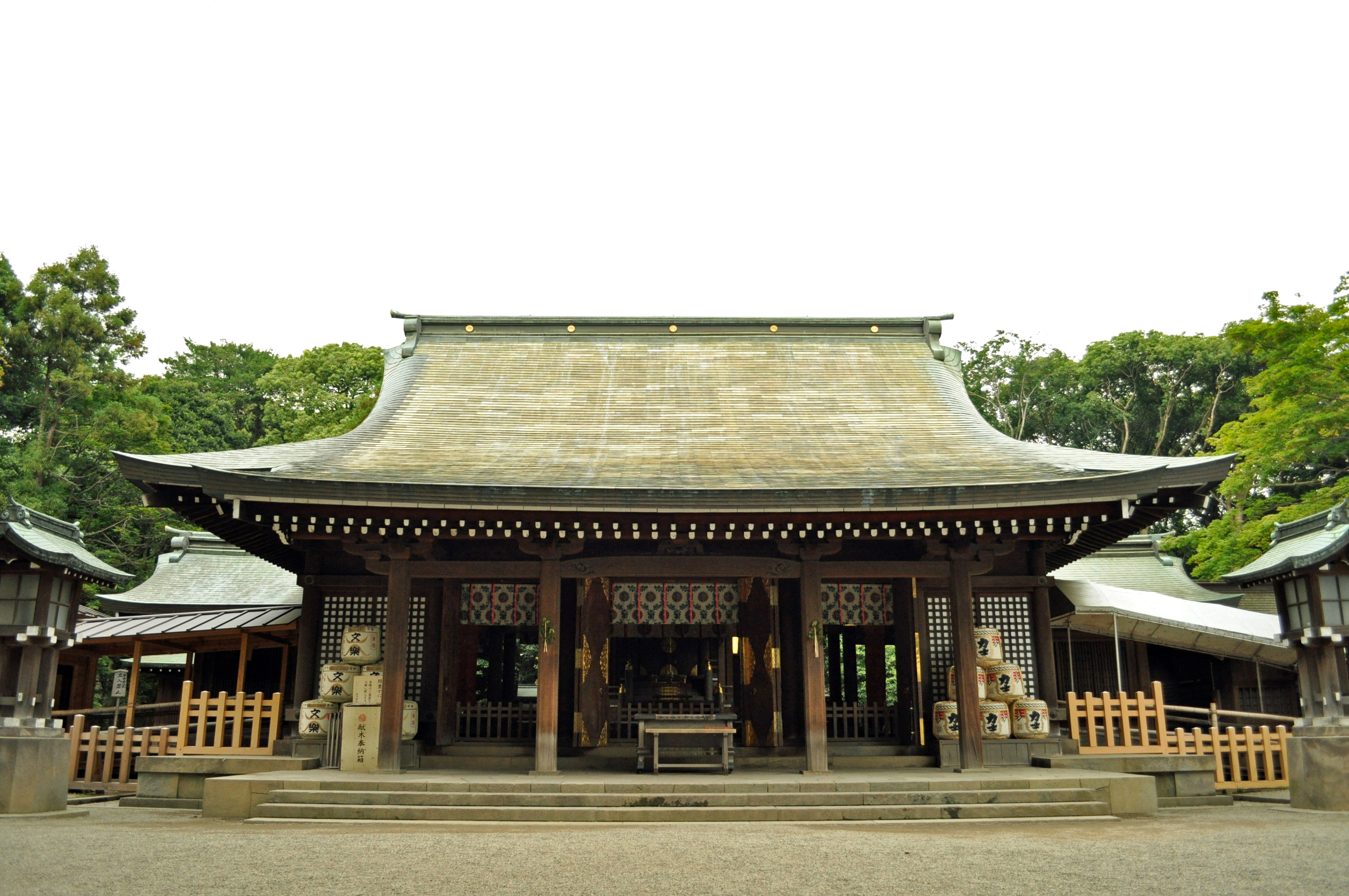
Hikawa-jinja à Saitama, Préfecture de Saitama

Comme d’autres kami Shinto, Kushinada-hime est vénérée à de nombreux sanctuaires dans tout le Japon, souvent avec son mari Susanoo, mais également parfois seule ou avec d’autres divinités. Ci-après quelques exemples de sanctuaires Shinto consacrés à elle.
- Inada-jinja (ja) à Okuizumo, Shimane[25]

Ce sanctuaire a Kushinada-hime pour divinité principale, avec Susanoo et Ōyamatsumi comme divinités auxiliaires. Le Ubuyu-no-Ike (産湯の池, littéralement « étang du bain de la naissance »), étang où Kushinada-hime aurait reçu son premier bain après sa naissance, est dans les environs du sanctuaire. On y trouve également une forêt de bambou Sasa qui aurait poussé de la spatule utilisée pour couper le cordon ombilical de Kushinada-hime, du nom de Sasa-no-Miya (笹の宮, littéralement « palais du bambou »),.
- Yaegaki-jinja à Matsue, Préfecture de Shimane

Kushinada-hime est l’une des divinités de ce sanctuaire, avec Susanoo, Ōnamuchi et Aohata-Sakusahiko (l’un des enfants de Susanoo's selon le Fudoki d’Izumo). Comme dit plus haut, une légende raconte que Susanoo aurait caché Kushinada-hime dans la forêt Sakusame dans laquelle se trouve le sanctuaire durant sa bataille contre le Yamata-no-Orochi.
- Susa-jinja (ja) à Izumo, Préfecture de Shimane

Les divinités de ce sanctuaire sont Susanoo, Kushinada-hime, Ashinazuchi et Tenazuchi (ja),. Il se trouve dans l’ancienne commune de Susa (須佐郷), un endroit très lié à Susanoo ; en effet, une légende du Fudoki d’Izumo affirme que Susanoo lui-même a choisi d’y être vénéré,. La lignée de prêtres du sanctuaire, le clan Susa (須佐氏) ou clan Inada (稲田氏), était considéré comme la descendance de Susanoo via son fils Yashimashino-no-Mikoto (八島篠命, alternative de Yashimajinumi (ja) dans le Kojiki), ou Ōkuninushi.
- Suga-jinja (ja) à Unnan, Préfecture de Shimane

Il est dit que ce sanctuaire se trouve sur le site où Susanoo a construit un palais après sa victoire contre le Yamata-no-Orochi. Susano,o Kushinada-hime et leur fils Suga-no-Yuyamanushi-Minasarohiko-Yashima-no-Mikoto (清之湯山主三名狭漏彦八島野命, c’est-à-dire Yashimajinumi (ja))
- Kushida-jinja (Saga) (ja) à Kanzaki, Préfecture de Saga

Ce sanctuaire est dédié à Susanoo, Kushinada-hime, et Yamato Takeru. Des légendes affirment qu’il a été fondé par le père de ce dernier, l’Empereur Keikō, quand il a visité l’endroit. Il est dit que l’un des camphriers du terrain a poussé d’un koto que l’empereur avait enterré dans le sol.
- Kushida-gū (ja) in Imizu, Préfecture de Toyama

Ce sanctuaire dont il est dit qu'il a été fondé par Takenouchi no Sukune, a Susanoo et Kushinada-hime comme divinités principales.
- Yasaka-jinja à Gion, Higashiyama, Kyoto, Préfecture de Kyoto[38]
- Hiromine-jinja à Himeji, Préfecture de Hyōgo [39]
- Hikawa-jinja à Ōmiya, Saitama, Préfecture de Saitama

Le premier sanctuaire de la Province historique de Musashi, dédié à Susanoo, Kushinada-hime, et Ōnamuchi.
- Inada-jinja (ja) à Kasama, Préfecture d'Ibaraki

Ce sanctuaire à Kushinada-hime est classé dans le Jinmyōchō (神名帳, littéralement « Registre des noms de sanctuaires ») de l’Engishiki comme un « sanctuaire notable » (名神大社, myōjin-taisha), attestation de son statut même depuis l’Antiquité,. The shrine's original site is located some 300 meters northwest of the current location, situated beside a spring-fed pond known as Yoshii (好井). Le site original du sanctuaire se trouve à environ 300 mètres au nord-ouest de son emplacement actuel, à côté d’un étang du nom de Yoshii (好井). Selon les légendes, Kushinada-hime est apparue à un enfant qui prenait de l’eau de l’étang pour lui demander que des sanctuaires dédiés à elle, son mari Susanoo et ses parents Ashinazuchi et Tenazuchi (ja) soient construits à cet endroit,,.

### Kushinadahime et Harisaijo

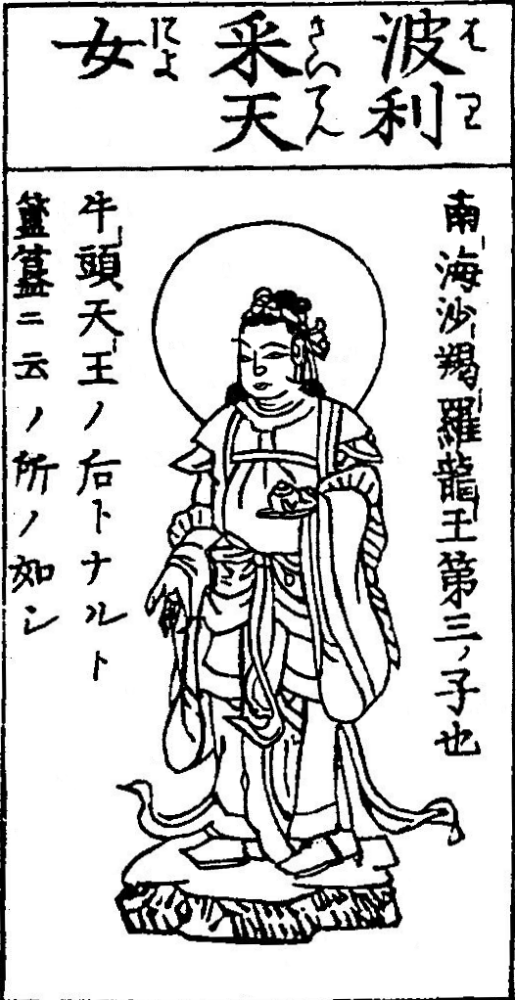
Harisai Tennyo selon le

Durant la période médiévale et le début de la moderne, Susanoo était couramment confondu avec le dieu de la maladie et de la santé, Gozu Tennō, divinité d’origine du Yasaka-jinja, du Hiromine-jinja et du Tsushima-jinja. Étant la femme de Susanoo, Kushinada-hime a ensuite été associée à celle de Gozu Tennō (ja), Harisaijo (ja) (頗梨采女 / 波利采女, également lu « Harisainyo » ou « Barisainyo ») aussi appelée Harisai Tennyo (頗梨采天女), troisième fille du roi dragon (nāga) Sāgara (en),. En effet, bien que le Yasaka-jinja aie actuellement pour divinités Susanoo, ses épouses (Kushinada-hime, Kamu-Ōichihime (ja), et Samira-hime) et ses huit enfants (Yashimajinumi (ja), Itakeru, Ōyahime, Tsumatsuhime (ja), Ōtoshi, Ukanomitama, et Suseribime (ja))[réf. nécessaire], il avait à l'origine Gozu Tennō (ja), Harisaijo (ja) et leurs huit fils, nommés collectivements les « Huit Princes » (ja) (八王子, Hachiōji).

## Actuellement
L'astéroïde 10613 Kushinadahime, découvert en 1997, porte le nom de cette déesse.
Le rôle de Kushinada-hime est jouée par Misa Uehara dans le film de 1959 La Naissance du Japon.
Dans le jeu vidéo de Nintendo Golden Sun : L'Âge perdu, les personnages nommés Kushinada et Susa sont approximativement basés sur Kushinada-hime et Susanoo.

## Arbre généalogique
|                                              |                                              |                                              |                                              |                                              |                                              |                              |                              |                                    |                                    |                                    |                                    | Ōyamatsumi,                        | Ōyamatsumi,                        | Ōyamatsumi,                   | Ōyamatsumi,                   | Ōyamatsumi,                   | Ōyamatsumi,                   |                             |                             |                             |                             | Susanoo,:277                   | Susanoo,:277                   | Susanoo,:277                   | Susanoo,:277                   | Susanoo,:277                   | Susanoo,:277                   |                       |                       |                         |                         |                         |                         |                         |                         |                      |                      |                            |                            |                            |                            |                            |                            |
|                                              |                                              |                                              |                                              |                                              |                                              |                              |                              |                                    |                                    |                                    |                                    | Ōyamatsumi,                        | Ōyamatsumi,                        | Ōyamatsumi,                   | Ōyamatsumi,                   | Ōyamatsumi,                   | Ōyamatsumi,                   |                             |                             |                             |                             | Susanoo,:277                   | Susanoo,:277                   | Susanoo,:277                   | Susanoo,:277                   | Susanoo,:277                   | Susanoo,:277                   |                       |                       |                         |                         |                         |                         |                         |                         |                      |                      |                            |                            |                            |                            |                            |                            |
|                                              |                                              |                                              |                                              |                                              |                                              |                              |                              |                                    |                                    |                                    |                                    |                                    |                                    |                               |                               |                               |                               |                             |                             |                             |                             |                                |                                |                                |                                |                                |                                |                       |                       |                         |                         |                         |                         |                         |                         |                      |                      |                            |                            |                            |                            |                            |                            |
|                                              |                                              |                                              |                                              |                                              |                                              |                              |                              |                                    |                                    |                                    |                                    |                                    |                                    |                               |                               |                               |                               |                             |                             |                             |                             |                                |                                |                                |                                |                                |                                |                       |                       | Kamuo Ichihime (en),    |                         |                         |                         |                         |                         |                      |                      |                            |                            |                            |                            |                            |                            |
|                                              |                                              |                                              |                                              |                                              |                                              |                              |                              |                                    |                                    |                                    |                                    |                                    |                                    |                               |                               |                               |                               |                             |                             |                             |                             |                                |                                |                                |                                |                                |                                |                       |                       |                         |                         |                         |                         |                         |                         |                      |                      |                            |                            |                            |                            |                            |                            |
|                                              |                                              |                                              |                                              |                                              |                                              |                              |                              |                                    |                                    |                                    |                                    |                                    |                                    |                               |                               |                               |                               |                             |                             |                             |                             |                                |                                |                                |                                |                                |                                |                       |                       |                         |                         |                         |                         |                         |                         |                      |                      |                            |                            |                            |                            |                            |                            |
|                                              |                                              |                                              |                                              |                                              |                                              |                              |                              |                                    |                                    |                                    |                                    |                                    |                                    |                               |                               |                               |                               |                             |                             |                             |                             |                                |                                |                                |                                |                                |                                |                       |                       |                         |                         |                         |                         |                         |                         |                      |                      |                            |                            |                            |                            |                            |                            |
|                                              |                                              | Konohanachiru-hime (en),:277                 | Konohanachiru-hime (en),:277                 | Konohanachiru-hime (en),:277                 | Konohanachiru-hime (en),:277                 | Konohanachiru-hime (en),:277 | Konohanachiru-hime (en),:277 | Ashinazuchi (en),                  | Ashinazuchi (en),                  | Ashinazuchi (en),                  | Ashinazuchi (en),                  | Ashinazuchi (en),                  | Ashinazuchi (en),                  |                               |                               | Tenazuchi (en)                | Tenazuchi (en)                | Tenazuchi (en)              | Tenazuchi (en)              | Tenazuchi (en)              | Tenazuchi (en)              |                                |                                |                                |                                | Toshigami,                     | Toshigami,                     | Toshigami,            | Toshigami,            | Toshigami,              | Toshigami,              |                         |                         | Ukanomitama, (Inari)    | Ukanomitama, (Inari)    | Ukanomitama, (Inari) | Ukanomitama, (Inari) | Ukanomitama, (Inari)       | Ukanomitama, (Inari)       |                            |                            |                            |                            |
|                                              |                                              | Konohanachiru-hime (en),:277                 | Konohanachiru-hime (en),:277                 | Konohanachiru-hime (en),:277                 | Konohanachiru-hime (en),:277                 | Konohanachiru-hime (en),:277 | Konohanachiru-hime (en),:277 | Ashinazuchi (en),                  | Ashinazuchi (en),                  | Ashinazuchi (en),                  | Ashinazuchi (en),                  | Ashinazuchi (en),                  | Ashinazuchi (en),                  |                               |                               | Tenazuchi (en)                | Tenazuchi (en)                | Tenazuchi (en)              | Tenazuchi (en)              | Tenazuchi (en)              | Tenazuchi (en)              |                                |                                |                                |                                | Toshigami,                     | Toshigami,                     | Toshigami,            | Toshigami,            | Toshigami,              | Toshigami,              |                         |                         | Ukanomitama, (Inari)    | Ukanomitama, (Inari)    | Ukanomitama, (Inari) | Ukanomitama, (Inari) | Ukanomitama, (Inari)       | Ukanomitama, (Inari)       |                            |                            |                            |                            |
|                                              |                                              |                                              |                                              |                                              |                                              |                              |                              |                                    |                                    |                                    |                                    |                                    |                                    |                               |                               |                               |                               |                             |                             |                             |                             |                                |                                |                                |                                |                                |                                |                       |                       |                         |                         |                         |                         |                         |                         |                      |                      |                            |                            |                            |                            |                            |                            |
|                                              |                                              |                                              |                                              |                                              |                                              |                              |                              |                                    |                                    |                                    |                                    |                                    |                                    |                               |                               |                               |                               |                             |                             |                             |                             |                                |                                |                                |                                | Oyamakui (en)                  |                                |                       |                       |                         |                         |                         |                         |                         |                         |                      |                      |                            |                            |                            |                            |                            |                            |
|                                              |                                              |                                              |                                              |                                              |                                              |                              |                              |                                    |                                    |                                    |                                    | Kushinadahime,:277                 |                                    |                               |                               |                               |                               |                             |                             |                             |                             |                                |                                |                                |                                |                                |                                |                       |                       |                         |                         |                         |                         |                         |                         |                      |                      |                            |                            |                            |                            |                            |                            |
|                                              |                                              |                                              |                                              |                                              |                                              |                              |                              |                                    |                                    |                                    |                                    |                                    |                                    |                               |                               |                               |                               |                             |                             |                             |                             |                                |                                |                                |                                |                                |                                |                       |                       |                         |                         |                         |                         |                         |                         |                      |                      |                            |                            |                            |                            |                            |                            |
|                                              |                                              |                                              |                                              |                                              |                                              |                              |                              |                                    |                                    |                                    |                                    |                                    |                                    |                               |                               |                               |                               |                             |                             |                             |                             |                                |                                |                                |                                |                                |                                |                       |                       |                         |                         |                         |                         |                         |                         |                      |                      |                            |                            |                            |                            |                            |                            |
|                                              |                                              |                                              |                                              |                                              |                                              |                              |                              |                                    |                                    |                                    |                                    |                                    |                                    |                               |                               |                               |                               |                             |                             |                             |                             | Yashimajinumi (en),:277        |                                |                                |                                |                                |                                |                       |                       |                         |                         |                         |                         |                         |                         |                      |                      |                            |                            |                            |                            |                            |                            |
|                                              |                                              |                                              |                                              |                                              |                                              |                              |                              |                                    |                                    |                                    |                                    |                                    |                                    |                               |                               |                               |                               |                             |                             |                             |                             |                                |                                |                                |                                |                                |                                |                       |                       |                         |                         |                         |                         |                         |                         |                      |                      |                            |                            |                            |                            |                            |                            |
|                                              |                                              |                                              |                                              |                                              |                                              |                              |                              |                                    |                                    |                                    |                                    |                                    |                                    |                               |                               |                               |                               |                             |                             |                             |                             |                                |                                |                                |                                |                                |                                |                       |                       |                         |                         |                         |                         |                         |                         |                      |                      |                            |                            |                            |                            |                            |                            |
|                                              |                                              | Kagutsuchi                                   |                                              |                                              |                                              |                              |                              |                                    |                                    |                                    |                                    |                                    |                                    |                               |                               |                               |                               |                             |                             |                             |                             |                                |                                |                                |                                |                                |                                |                       |                       |                         |                         |                         |                         |                         |                         |                      |                      |                            |                            |                            |                            |                            |                            |
|                                              |                                              |                                              |                                              |                                              |                                              |                              |                              |                                    |                                    |                                    |                                    |                                    |                                    |                               |                               |                               |                               |                             |                             |                             |                             |                                |                                |                                |                                |                                |                                |                       |                       |                         |                         |                         |                         |                         |                         |                      |                      |                            |                            |                            |                            |                            |                            |
|                                              |                                              | Kuraokami (en)                               |                                              |                                              |                                              |                              |                              |                                    |                                    |                                    |                                    |                                    |                                    |                               |                               |                               |                               |                             |                             |                             |                             |                                |                                |                                |                                |                                |                                |                       |                       |                         |                         |                         |                         |                         |                         |                      |                      |                            |                            |                            |                            |                            |                            |
|                                              |                                              |                                              |                                              |                                              |                                              |                              |                              |                                    |                                    |                                    |                                    |                                    |                                    |                               |                               |                               |                               |                             |                             |                             |                             |                                |                                |                                |                                |                                |                                |                       |                       |                         |                         |                         |                         |                         |                         |                      |                      |                            |                            |                            |                            |                            |                            |
|                                              |                                              | Hikawahime,:278                              | Hikawahime,:278                              | Hikawahime,:278                              | Hikawahime,:278                              | Hikawahime,:278              | Hikawahime,:278              |                                    |                                    |                                    |                                    | Fuha-no-Mojikunusunu (ja):278      | Fuha-no-Mojikunusunu (ja):278      | Fuha-no-Mojikunusunu (ja):278 | Fuha-no-Mojikunusunu (ja):278 | Fuha-no-Mojikunusunu (ja):278 | Fuha-no-Mojikunusunu (ja):278 |                             |                             |                             |                             |                                |                                |                                |                                |                                |                                |                       |                       |                         |                         |                         |                         |                         |                         |                      |                      |                            |                            |                            |                            |                            |                            |
|                                              |                                              | Hikawahime,:278                              | Hikawahime,:278                              | Hikawahime,:278                              | Hikawahime,:278                              | Hikawahime,:278              | Hikawahime,:278              |                                    |                                    |                                    |                                    | Fuha-no-Mojikunusunu (ja):278      | Fuha-no-Mojikunusunu (ja):278      | Fuha-no-Mojikunusunu (ja):278 | Fuha-no-Mojikunusunu (ja):278 | Fuha-no-Mojikunusunu (ja):278 | Fuha-no-Mojikunusunu (ja):278 |                             |                             |                             |                             |                                |                                |                                |                                |                                |                                |                       |                       |                         |                         |                         |                         |                         |                         |                      |                      |                            |                            |                            |                            |                            |                            |
|                                              |                                              |                                              |                                              |                                              |                                              |                              |                              |                                    |                                    |                                    |                                    |                                    |                                    |                               |                               |                               |                               |                             |                             |                             |                             |                                |                                |                                |                                |                                |                                |                       |                       |                         |                         |                         |                         |                         |                         |                      |                      |                            |                            |                            |                            |                            |                            |
|                                              |                                              |                                              |                                              |                                              |                                              |                              |                              | Fukabuchi-no-Mizuyarehana (ja):278 | Fukabuchi-no-Mizuyarehana (ja):278 | Fukabuchi-no-Mizuyarehana (ja):278 | Fukabuchi-no-Mizuyarehana (ja):278 | Fukabuchi-no-Mizuyarehana (ja):278 | Fukabuchi-no-Mizuyarehana (ja):278 |                               |                               | Ame-no-Tsudoechine (ja):278   | Ame-no-Tsudoechine (ja):278   | Ame-no-Tsudoechine (ja):278 | Ame-no-Tsudoechine (ja):278 | Ame-no-Tsudoechine (ja):278 | Ame-no-Tsudoechine (ja):278 |                                |                                | Funozuno:278                   | Funozuno:278                   | Funozuno:278                   | Funozuno:278                   | Funozuno:278          | Funozuno:278          |                         |                         |                         |                         |                         |                         |                      |                      |                            |                            |                            |                            |                            |                            |
|                                              |                                              |                                              |                                              |                                              |                                              |                              |                              | Fukabuchi-no-Mizuyarehana (ja):278 | Fukabuchi-no-Mizuyarehana (ja):278 | Fukabuchi-no-Mizuyarehana (ja):278 | Fukabuchi-no-Mizuyarehana (ja):278 | Fukabuchi-no-Mizuyarehana (ja):278 | Fukabuchi-no-Mizuyarehana (ja):278 |                               |                               | Ame-no-Tsudoechine (ja):278   | Ame-no-Tsudoechine (ja):278   | Ame-no-Tsudoechine (ja):278 | Ame-no-Tsudoechine (ja):278 | Ame-no-Tsudoechine (ja):278 | Ame-no-Tsudoechine (ja):278 |                                |                                | Funozuno:278                   | Funozuno:278                   | Funozuno:278                   | Funozuno:278                   | Funozuno:278          | Funozuno:278          |                         |                         |                         |                         |                         |                         |                      |                      |                            |                            |                            |                            |                            |                            |
|                                              |                                              |                                              |                                              |                                              |                                              |                              |                              |                                    |                                    |                                    |                                    |                                    |                                    |                               |                               |                               |                               |                             |                             |                             |                             |                                |                                |                                |                                |                                |                                |                       |                       |                         |                         |                         |                         |                         |                         |                      |                      |                            |                            |                            |                            |                            |                            |
|                                              |                                              | Sashikuni Okami:278                          | Sashikuni Okami:278                          | Sashikuni Okami:278                          | Sashikuni Okami:278                          | Sashikuni Okami:278          | Sashikuni Okami:278          |                                    |                                    |                                    |                                    | Omizunu (en):278                   | Omizunu (en):278                   | Omizunu (en):278              | Omizunu (en):278              | Omizunu (en):278              | Omizunu (en):278              |                             |                             |                             |                             |                                |                                | Futemimi:278                   | Futemimi:278                   | Futemimi:278                   | Futemimi:278                   | Futemimi:278          | Futemimi:278          |                         |                         |                         |                         |                         |                         |                      |                      |                            |                            |                            |                            |                            |                            |
|                                              |                                              | Sashikuni Okami:278                          | Sashikuni Okami:278                          | Sashikuni Okami:278                          | Sashikuni Okami:278                          | Sashikuni Okami:278          | Sashikuni Okami:278          |                                    |                                    |                                    |                                    | Omizunu (en):278                   | Omizunu (en):278                   | Omizunu (en):278              | Omizunu (en):278              | Omizunu (en):278              | Omizunu (en):278              |                             |                             |                             |                             |                                |                                | Futemimi:278                   | Futemimi:278                   | Futemimi:278                   | Futemimi:278                   | Futemimi:278          | Futemimi:278          |                         |                         |                         |                         |                         |                         |                      |                      |                            |                            |                            |                            |                            |                            |
|                                              |                                              |                                              |                                              |                                              |                                              |                              |                              |                                    |                                    |                                    |                                    |                                    |                                    |                               |                               |                               |                               |                             |                             |                             |                             |                                |                                |                                |                                |                                |                                |                       |                       |                         |                         |                         |                         |                         |                         |                      |                      |                            |                            |                            |                            |                            |                            |
|                                              |                                              | Sashikuni Wakahime (ja):278                  | Sashikuni Wakahime (ja):278                  | Sashikuni Wakahime (ja):278                  | Sashikuni Wakahime (ja):278                  | Sashikuni Wakahime (ja):278  | Sashikuni Wakahime (ja):278  |                                    |                                    |                                    |                                    |                                    |                                    |                               |                               |                               |                               | Ame-no-Fuyukinu (en),:278   | Ame-no-Fuyukinu (en),:278   | Ame-no-Fuyukinu (en),:278   | Ame-no-Fuyukinu (en),:278   | Ame-no-Fuyukinu (en),:278      | Ame-no-Fuyukinu (en),:278      |                                |                                |                                |                                |                       |                       | Takamimusubi,           | Takamimusubi,           | Takamimusubi,           | Takamimusubi,           | Takamimusubi,           | Takamimusubi,           |                      |                      |                            |                            |                            |                            |                            |                            |
|                                              |                                              | Sashikuni Wakahime (ja):278                  | Sashikuni Wakahime (ja):278                  | Sashikuni Wakahime (ja):278                  | Sashikuni Wakahime (ja):278                  | Sashikuni Wakahime (ja):278  | Sashikuni Wakahime (ja):278  |                                    |                                    |                                    |                                    |                                    |                                    |                               |                               |                               |                               | Ame-no-Fuyukinu (en),:278   | Ame-no-Fuyukinu (en),:278   | Ame-no-Fuyukinu (en),:278   | Ame-no-Fuyukinu (en),:278   | Ame-no-Fuyukinu (en),:278      | Ame-no-Fuyukinu (en),:278      |                                |                                |                                |                                |                       |                       | Takamimusubi,           | Takamimusubi,           | Takamimusubi,           | Takamimusubi,           | Takamimusubi,           | Takamimusubi,           |                      |                      |                            |                            |                            |                            |                            |                            |
|                                              |                                              |                                              |                                              |                                              |                                              |                              |                              |                                    |                                    |                                    |                                    |                                    |                                    |                               |                               |                               |                               |                             |                             |                             |                             |                                |                                |                                |                                |                                |                                |                       |                       |                         |                         |                         |                         |                         |                         |                      |                      |                            |                            |                            |                            |                            |                            |
|                                              |                                              |                                              |                                              |                                              |                                              |                              |                              |                                    |                                    |                                    |                                    |                                    |                                    |                               |                               |                               |                               |                             |                             |                             |                             |                                |                                |                                |                                |                                |                                |                       |                       | Futodama (en),          |                         |                         |                         |                         |                         |                      |                      |                            |                            |                            |                            |                            |                            |
|                                              |                                              |                                              |                                              |                                              |                                              |                              |                              |                                    |                                    |                                    |                                    |                                    |                                    |                               |                               |                               |                               |                             |                             |                             |                             |                                |                                |                                |                                |                                |                                |                       |                       |                         |                         |                         |                         |                         |                         |                      |                      |                            |                            |                            |                            |                            |                            |
|                                              |                                              |                                              |                                              |                                              |                                              |                              |                              |                                    |                                    |                                    |                                    |                                    |                                    |                               |                               |                               |                               |                             |                             |                             |                             |                                |                                |                                |                                |                                |                                |                       |                       |                         |                         |                         |                         |                         |                         |                      |                      |                            |                            |                            |                            |                            |                            |
|                                              |                                              | Nunakawahime (en)                            | Nunakawahime (en)                            | Nunakawahime (en)                            | Nunakawahime (en)                            | Nunakawahime (en)            | Nunakawahime (en)            |                                    |                                    |                                    |                                    | Ōkuninushi,:278 (Ōnamuchi)         | Ōkuninushi,:278 (Ōnamuchi)         | Ōkuninushi,:278 (Ōnamuchi)    | Ōkuninushi,:278 (Ōnamuchi)    | Ōkuninushi,:278 (Ōnamuchi)    | Ōkuninushi,:278 (Ōnamuchi)    |                             |                             |                             |                             | Kamotaketsunumi no Mikoto (en) | Kamotaketsunumi no Mikoto (en) | Kamotaketsunumi no Mikoto (en) | Kamotaketsunumi no Mikoto (en) | Kamotaketsunumi no Mikoto (en) | Kamotaketsunumi no Mikoto (en) |                       |                       |                         |                         |                         |                         |                         |                         |                      |                      |                            |                            |                            |                            |                            |                            |
|                                              |                                              | Nunakawahime (en)                            | Nunakawahime (en)                            | Nunakawahime (en)                            | Nunakawahime (en)                            | Nunakawahime (en)            | Nunakawahime (en)            |                                    |                                    |                                    |                                    | Ōkuninushi,:278 (Ōnamuchi)         | Ōkuninushi,:278 (Ōnamuchi)         | Ōkuninushi,:278 (Ōnamuchi)    | Ōkuninushi,:278 (Ōnamuchi)    | Ōkuninushi,:278 (Ōnamuchi)    | Ōkuninushi,:278 (Ōnamuchi)    |                             |                             |                             |                             | Kamotaketsunumi no Mikoto (en) | Kamotaketsunumi no Mikoto (en) | Kamotaketsunumi no Mikoto (en) | Kamotaketsunumi no Mikoto (en) | Kamotaketsunumi no Mikoto (en) | Kamotaketsunumi no Mikoto (en) |                       |                       |                         |                         |                         |                         |                         |                         |                      |                      |                            |                            |                            |                            |                            |                            |
|                                              |                                              |                                              |                                              |                                              |                                              |                              |                              |                                    |                                    |                                    |                                    |                                    |                                    |                               |                               |                               |                               |                             |                             |                             |                             |                                |                                |                                |                                |                                |                                |                       |                       |                         |                         |                         |                         |                         |                         |                      |                      |                            |                            |                            |                            |                            |                            |
|                                              |                                              |                                              |                                              |                                              |                                              |                              |                              |                                    |                                    |                                    |                                    |                                    |                                    |                               |                               |                               |                               |                             |                             |                             |                             |                                |                                |                                |                                |                                |                                |                       |                       |                         |                         |                         |                         |                         |                         |                      |                      |                            |                            |                            |                            |                            |                            |
|                                              |                                              |                                              |                                              |                                              |                                              |                              |                              |                                    |                                    |                                    |                                    |                                    |                                    |                               |                               |                               |                               |                             |                             |                             |                             |                                |                                |                                |                                |                                |                                |                       |                       |                         |                         |                         |                         |                         |                         |                      |                      |                            |                            |                            |                            |                            |                            |
|                                              |                                              |                                              |                                              |                                              |                                              |                              |                              | Kotoshironushi,                    | Kotoshironushi,                    | Kotoshironushi,                    | Kotoshironushi,                    | Kotoshironushi,                    | Kotoshironushi,                    |                               |                               |                               |                               |                             |                             |                             |                             | Tamakushi-hime (en)            | Tamakushi-hime (en)            | Tamakushi-hime (en)            | Tamakushi-hime (en)            | Tamakushi-hime (en)            | Tamakushi-hime (en)            |                       |                       | Takeminakata (en),      | Takeminakata (en),      | Takeminakata (en),      | Takeminakata (en),      | Takeminakata (en),      | Takeminakata (en),      |                      |                      | Clan Susa (en)             | Clan Susa (en)             | Clan Susa (en)             | Clan Susa (en)             | Clan Susa (en)             | Clan Susa (en)             |
|                                              |                                              |                                              |                                              |                                              |                                              |                              |                              | Kotoshironushi,                    | Kotoshironushi,                    | Kotoshironushi,                    | Kotoshironushi,                    | Kotoshironushi,                    | Kotoshironushi,                    |                               |                               |                               |                               |                             |                             |                             |                             | Tamakushi-hime (en)            | Tamakushi-hime (en)            | Tamakushi-hime (en)            | Tamakushi-hime (en)            | Tamakushi-hime (en)            | Tamakushi-hime (en)            |                       |                       | Takeminakata (en),      | Takeminakata (en),      | Takeminakata (en),      | Takeminakata (en),      | Takeminakata (en),      | Takeminakata (en),      |                      |                      | Clan Susa (en)             | Clan Susa (en)             | Clan Susa (en)             | Clan Susa (en)             | Clan Susa (en)             | Clan Susa (en)             |
|                                              |                                              |                                              |                                              | JAPONAIS EMPEREURS                           |                                              |                              |                              |                                    |                                    |                                    |                                    |                                    |                                    |                               |                               |                               |                               |                             |                             |                             |                             |                                |                                |                                |                                |                                |                                |                       |                       |                         |                         |                         |                         |                         |                         |                      |                      |                            |                            |                            |                            |                            |                            |
|                                              |                                              |                                              |                                              |                                              |                                              |                              |                              |                                    |                                    |                                    |                                    |                                    |                                    |                               |                               |                               |                               |                             |                             |                             |                             |                                |                                |                                |                                |                                |                                |                       |                       |                         |                         |                         |                         |                         |                         |                      |                      |                            |                            |                            |                            |                            |                            |
| 711–585 BC l'Empeureur Jinmu 660–585 BC(1)   | 711–585 BC l'Empeureur Jinmu 660–585 BC(1)   | 711–585 BC l'Empeureur Jinmu 660–585 BC(1)   | 711–585 BC l'Empeureur Jinmu 660–585 BC(1)   | 711–585 BC l'Empeureur Jinmu 660–585 BC(1)   | 711–585 BC l'Empeureur Jinmu 660–585 BC(1)   |                              |                              | Himetataraisuzu-hime               | Himetataraisuzu-hime               | Himetataraisuzu-hime               | Himetataraisuzu-hime               | Himetataraisuzu-hime               | Himetataraisuzu-hime               |                               |                               |                               |                               |                             |                             |                             |                             |                                |                                |                                |                                |                                |                                |                       |                       | Kamo no Okimi (en),     | Kamo no Okimi (en),     | Kamo no Okimi (en),     | Kamo no Okimi (en),     | Kamo no Okimi (en),     | Kamo no Okimi (en),     |                      |                      | Mirahime (ja)              | Mirahime (ja)              | Mirahime (ja)              | Mirahime (ja)              | Mirahime (ja)              | Mirahime (ja)              |
| 711–585 BC l'Empeureur Jinmu 660–585 BC(1)   | 711–585 BC l'Empeureur Jinmu 660–585 BC(1)   | 711–585 BC l'Empeureur Jinmu 660–585 BC(1)   | 711–585 BC l'Empeureur Jinmu 660–585 BC(1)   | 711–585 BC l'Empeureur Jinmu 660–585 BC(1)   | 711–585 BC l'Empeureur Jinmu 660–585 BC(1)   |                              |                              | Himetataraisuzu-hime               | Himetataraisuzu-hime               | Himetataraisuzu-hime               | Himetataraisuzu-hime               | Himetataraisuzu-hime               | Himetataraisuzu-hime               |                               |                               |                               |                               |                             |                             |                             |                             |                                |                                |                                |                                |                                |                                |                       |                       | Kamo no Okimi (en),     | Kamo no Okimi (en),     | Kamo no Okimi (en),     | Kamo no Okimi (en),     | Kamo no Okimi (en),     | Kamo no Okimi (en),     |                      |                      | Mirahime (ja)              | Mirahime (ja)              | Mirahime (ja)              | Mirahime (ja)              | Mirahime (ja)              | Mirahime (ja)              |
|                                              |                                              |                                              |                                              |                                              |                                              |                              |                              |                                    |                                    |                                    |                                    |                                    |                                    |                               |                               |                               |                               |                             |                             |                             |                             |                                |                                |                                |                                |                                |                                |                       |                       |                         |                         |                         |                         |                         |                         |                      |                      |                            |                            |                            |                            |                            |                            |
|                                              |                                              |                                              |                                              |                                              |                                              |                              |                              |                                    |                                    |                                    |                                    |                                    |                                    |                               |                               |                               |                               |                             |                             |                             |                             |                                |                                |                                |                                |                                |                                |                       |                       |                         |                         |                         |                         |                         |                         |                      |                      |                            |                            |                            |                            |                            |                            |
|                                              |                                              |                                              |                                              |                                              |                                              |                              |                              |                                    |                                    |                                    |                                    |                                    |                                    |                               |                               |                               |                               |                             |                             |                             |                             |                                |                                |                                |                                |                                |                                |                       |                       |                         |                         |                         |                         |                         |                         |                      |                      |                            |                            |                            |                            |                            |                            |
|                                              |                                              |                                              |                                              |                                              |                                              |                              |                              |                                    |                                    |                                    |                                    |                                    |                                    |                               |                               |                               |                               |                             |                             |                             |                             |                                |                                |                                |                                |                                |                                |                       |                       |                         |                         |                         |                         |                         |                         |                      |                      |                            |                            |                            |                            |                            |                            |
| 632–549 BC l'Empeureur Suizei, 581–549 BC(2) | 632–549 BC l'Empeureur Suizei, 581–549 BC(2) | 632–549 BC l'Empeureur Suizei, 581–549 BC(2) | 632–549 BC l'Empeureur Suizei, 581–549 BC(2) | 632–549 BC l'Empeureur Suizei, 581–549 BC(2) | 632–549 BC l'Empeureur Suizei, 581–549 BC(2) |                              |                              | Isuzuyori-hime (en),               | Isuzuyori-hime (en),               | Isuzuyori-hime (en),               | Isuzuyori-hime (en),               | Isuzuyori-hime (en),               | Isuzuyori-hime (en),               |                               |                               | Hikoyai (en),                 | Hikoyai (en),                 | Hikoyai (en),               | Hikoyai (en),               | Hikoyai (en),               | Hikoyai (en),               |                                |                                | Kamuyaimimi, d.577 BC          | Kamuyaimimi, d.577 BC          | Kamuyaimimi, d.577 BC          | Kamuyaimimi, d.577 BC          | Kamuyaimimi, d.577 BC | Kamuyaimimi, d.577 BC | Clan Miwa and Clan Kamo | Clan Miwa and Clan Kamo | Clan Miwa and Clan Kamo | Clan Miwa and Clan Kamo | Clan Miwa and Clan Kamo | Clan Miwa and Clan Kamo |                      |                      | Nunasokonakatsu-hime (en), | Nunasokonakatsu-hime (en), | Nunasokonakatsu-hime (en), | Nunasokonakatsu-hime (en), | Nunasokonakatsu-hime (en), | Nunasokonakatsu-hime (en), |
| 632–549 BC l'Empeureur Suizei, 581–549 BC(2) | 632–549 BC l'Empeureur Suizei, 581–549 BC(2) | 632–549 BC l'Empeureur Suizei, 581–549 BC(2) | 632–549 BC l'Empeureur Suizei, 581–549 BC(2) | 632–549 BC l'Empeureur Suizei, 581–549 BC(2) | 632–549 BC l'Empeureur Suizei, 581–549 BC(2) |                              |                              | Isuzuyori-hime (en),               | Isuzuyori-hime (en),               | Isuzuyori-hime (en),               | Isuzuyori-hime (en),               | Isuzuyori-hime (en),               | Isuzuyori-hime (en),               |                               |                               | Hikoyai (en),                 | Hikoyai (en),                 | Hikoyai (en),               | Hikoyai (en),               | Hikoyai (en),               | Hikoyai (en),               |                                |                                | Kamuyaimimi, d.577 BC          | Kamuyaimimi, d.577 BC          | Kamuyaimimi, d.577 BC          | Kamuyaimimi, d.577 BC          | Kamuyaimimi, d.577 BC | Kamuyaimimi, d.577 BC | Clan Miwa and Clan Kamo | Clan Miwa and Clan Kamo | Clan Miwa and Clan Kamo | Clan Miwa and Clan Kamo | Clan Miwa and Clan Kamo | Clan Miwa and Clan Kamo |                      |                      | Nunasokonakatsu-hime (en), | Nunasokonakatsu-hime (en), | Nunasokonakatsu-hime (en), | Nunasokonakatsu-hime (en), | Nunasokonakatsu-hime (en), | Nunasokonakatsu-hime (en), |
|                                              |                                              |                                              |                                              |                                              |                                              |                              |                              |                                    |                                    |                                    |                                    |                                    |                                    |                               |                               |                               |                               |                             |                             |                             |                             |                                |                                |                                |                                |                                |                                |                       |                       |                         |                         |                         |                         |                         |                         |                      |                      |                            |                            |                            |                            |                            |                            |
|                                              |                                              |                                              |                                              | Maison impériale du Japon                    | Maison impériale du Japon                    | Maison impériale du Japon    | Maison impériale du Japon    | Maison impériale du Japon          | Maison impériale du Japon          |                                    |                                    |                                    |                                    |                               |                               |                               |                               |                             |                             |                             |                             |                                |                                | Clan Ō, and Clan Aso           | Clan Ō, and Clan Aso           | Clan Ō, and Clan Aso           | Clan Ō, and Clan Aso           | Clan Ō, and Clan Aso  | Clan Ō, and Clan Aso  |                         |                         |                         |                         |                         |                         |                      |                      |                            |                            |                            |                            |                            |                            |

## Honneur
L'astéroïde (10613) Kushinadahime est nommé en son honneur.

## Source de la traduction
- (en) Cet article est partiellement ou en totalité issu de l’article de Wikipédia en anglais intitulé « Kushinadahime » (voir la liste des auteurs).